# Nobilitace
Nobilitace (z lat. nobilis – vznešený; šlechtický titul) znamená povýšení do šlechtického stavu, často spojené s udělením titulu, erbu, hesla atd. Nobilitace původně znamenala uznání svobodné osoby a zároveň její zařazení do družiny určitého panovníka, později mezi dvorskou šlechtu. Právo nobilitovat měl pouze panovník a jen v monarchiích mohla mít šlechta společenský význam a smysl. Nobilitace se mohla vztahovat na určitou osobu, anebo zahrnovat i její potomky, čili nobilitovat určitý rod.
Šlechtické tituly byly v jednotlivých královstvích a říších hierarchicky uspořádány, často se rozlišovalo mezi stavem panským a rytířským čili mezi vyšší a nižší šlechtou. Od pozdního středověku ovšem původní společenský význam šlechty – například vojenská podpora panovníka, správa území, rozsuzování sporů a trestání zločinů – pozvolna slábl, neboť šlechtice nahrazovali placení královští úředníci, vojáci, soudci atd. Ve střední Evropě byl tento proces opožděn, ale v 19. století tu šlechta už žádnou vlastní politickou moc neměla, i když do vysokých státních a zemských funkcí panovníci často jmenovali osvědčené šlechtice.
Už ve starších dobách byla některá nejvyšší vyznamenání spojena s nobilitací, například nejvyšší dva stupně Řádu britského impéria, pruský Řád černé orlice atd. Už v 18. století se vytratil prvek řádového společenství a z řádů se stala vyznamenání. Koncem 19. století si bezúhonní muži v Rakousko-Uhersku mohli nobilitaci koupit. Po první světové válce byly šlechtické tituly v mnoha zemích s přechodem k demokratické formě vlády zrušeny. V Československu to provedl zákon č. 61/1918 Sb. Naproti tomu v monarchiích se šlechtické tituly uznávají, ve Velké Británii se dvakrát do roka zveřejňují seznamy nově nobilitovaných (Honors List) a v Německu může šlechtický titul tvořit část jména.